# Acanthus arboreus
Acanthus arboreus là một loài thực vật có hoa trong họ Ô rô. Loài này được Forssk. mô tả khoa học đầu tiên năm 1775.